# Rùm
Rùm lub Rum – wyspa w północno-zachodniej Szkocji, na Morzu Hebrydzkim, największa w grupie Small Isles, należącej do archipelagu Hebrydów Wewnętrznych. Główną i jedyną osadą jest Kinloch.
Wyspa ma powierzchnię 104,63 km². Najwyższy szczyt na wyspie, Askival, wznosi się na wysokość 812 m n.p.m.
Na wyspie znajdują się ślady działalności ludzkiej pochodzące z około 7000 roku p.n.e., jedne z najstarszych odnalezionych na terenie Szkocji. Od 1695 roku znajdowała się we władaniu klanu Maclean. W szczytowym okresie, przypadającym na przełom XVIII i XIX wieku liczyła ponad 400 mieszkańców. Wówczas to znaczna część ludności, ponad 300 osób, zmuszona została do opuszczenia wyspy i emigracji do Ameryki, by umożliwić na niej wielkoskalową hodowlę owiec. W latach 1888–1957 wyspa należała do angielskiego rodu Bullough, którzy wznieśli tutaj posiadłość Kinloch Castle. W 1957 roku wyspa zakupiona została przez rząd i objęta ochroną jako rezerwat przyrody. W 2001 roku na wyspie mieszkało 22 ludzi, głównie pracownicy opiekującej się nią agencji Scottish Natural Heritage i ich rodziny.
Wyspa ma połączenie promowe z położonym na stałym lądzie miastem Mallaig.